# Howard P. Robertson
Howard Percy „Bob“ Robertson (* 27. Januar 1903 in Hoquiam, Washington; † 26. August 1961 in Pasadena, Kalifornien) war ein US-amerikanischer Mathematiker und Physiker.

## Leben
Robertson studierte Mathematik und Physik an der University of Washington in Seattle (Masterabschluss 1923) und promovierte 1925 am California Institute of Technology (Caltech) bei Harry Bateman (On the Dynamical Space-Time Which Contains a Conformal Euclidean 3-Space). Danach war er als Post-Doc an der Universität Göttingen, der Ludwig-Maximilians-Universität München (bei Arnold Sommerfeld) und der Princeton University. Ab 1947 war er Professor für Mathematische Physik am Caltech.
Während des Zweiten Weltkriegs war er Haupt-Verbindungsoffizier zu den Wissenschaftlern beim Britischen Geheimdienst, wo er insbesondere mit Reginald Victor Jones zusammenarbeitete. Nach dem Krieg arbeitete er weiter beim Geheimdienst, dem damals neu gegründeten CIA und leitete die Weapons System Evaluation Group im US-Verteidigungsministerium. 1953 war er Vorsitzender einer Kommission beim CIA (Robertson Panel) zur Auswertung von Berichten über UFOs. Er empfahl unter anderem ein Programm zur Aufklärung der Öffentlichkeit.

## Forschung
Robertson behandelte 1938 das Zweikörperproblem in der Allgemeinen Relativitätstheorie, allerdings ohne Gravitationsstrahlung. Er ist bekannt für die Friedmann-Lemaître-Robertson-Walker-Metrik (häufig auch kürzer als Robertson-Walker-Metrik bezeichnet) in der Kosmologie. Robertson und Walker gaben dabei Ende der 1930er Jahre unabhängig voneinander der Arbeit ihrer Vorgänger (Friedmann veröffentlichte 1922 und 1924, blieb aber weitgehend unbeachtet und starb schon 1925, Lemaitre entdeckte die Lösung 1927 wieder, seine Arbeiten wurden durch Eddington auch in England veröffentlicht) eine strenge mathematische Grundlage.
Im Jahr 1929 (Physical Review Bd. 34, S. 163) entwickelte Robertson eine mathematische Version der Heisenbergschen Unschärferelation (wie auch gleichzeitig Erwin Schrödinger), die Robertson-Schrödinger-Relation.
Er war Mitglied der National Academy of Sciences, der American Philosophical Society (1940), des NSA Scientific Advisory Board und der American Academy of Arts and Sciences (1957). 1970 wurde ein Mondkrater nach ihm benannt.